# Isaiah Wilson (giocatore di football americano)
Isaiah T. Wilson (New York, 12 febbraio 1999) è un giocatore di football americano statunitense che milita nel ruolo di offensive tackle nella National Football League (NFL).

## Carriera universitaria
Wilson passò la sua prima stagione con i Georgia Bulldogs nel 2017 come redshirt, poteva cioè allenarsi con la squadra ma non scendere in campo. Nelle successive due stagioni disputò come titolare 24 gare su 25. Nel 2019 fu inserito nella seconda formazione ideale della Southeastern Conference. A fine anno decise di rinunciare alle ultime due stagioni nel college football e di passare professionista.

## Carriera professionistica

### Tennessee Titans
Wilson fu scelto nel corso del primo giro (29º assoluto) del Draft NFL 2020 dai Tennessee Titans. Il 5 dicembre fu sospeso per la partita della settimana 13 contro i Cleveland Browns per avere violato le regole della squadra. Quattro giorni dopo fu inserito in lista riserve, chiudendo la sua prima stagione con una sola presenza.

### Miami Dolphins
Nel 2021 Wilson fu scambiato con i Miami Dolphins (assieme a una scelta del settimo giro) per una scelta del settimo giro del Draft NFL 2021. Fu svincolato dopo tre giorni dopo essersi presentato in ritardo alle visite mediche e avere saltato due allenamenti.